# Sinquisita-(Ce)
La sinquisita-(Ce) és un mineral de la classe dels carbonats, que pertany al grup de la sinquisita. Va rebre el seu nom per Gustav Flink del grec σύγχΰσις synchys, confusió, en al·lusió al fet que en un principi va ser confosa amb la parisita. El sufix "-(Ce)" va ser afegit per l'Associació Mineralògica Internacional a causa del predomini de cesi en la composició.

## Característiques
La sinquisita-(Ce) és un carbonat de fórmula química CaCe(CO₃)₂F. Va ser aprovada com a espècie vàlida per l'Associació Mineralògica Internacional l'any 1982. És l'anàleg amb ceri de la sinquisita-(Y) i la sinquisita-(Nd), l'anàleg amb calci de la huanghoïta-(Ce) i l'anàleg amb fluor dominant de la hidroxilsinquisita-(Ce). Cristal·litza en el sistema monoclínic. La seva duresa a l'escala de Mohs és 4,5.
Segons la classificació de Nickel-Strunz, la sinquisita-(Ce) pertany a «05.BD: Carbonats amb anions addicionals, sense H₂O, amb elements de terres rares (REE)» juntament amb els següents minerals: cordilita-(Ce), lukechangita-(Ce), zhonghuacerita-(Ce), kukharenkoïta-(Ce), kukharenkoïta-(La), cebaïta-(Ce), cebaïta-(Nd), arisita-(Ce), arisita-(La), bastnäsita-(Ce), bastnäsita-(La), bastnäsita-(Y), hidroxilbastnäsita-(Ce), hidroxilbastnäsita-(Nd), hidroxilbastnäsita-(La), parisita-(Ce), parisita-(Nd), röntgenita-(Ce), sinquisita-(Nd), sinquisita-(Y), thorbastnäsita, bastnäsita-(Nd), horvathita-(Y), qaqarssukita-(Ce) i huanghoïta-(Ce).

## Formació i jaciments
Es tracta d'un mineral accessori hidrotermal poc comú que es troba en granits i sienita alcalina. Sol trobar-se associada a altres minerals com: astrofil·lita, catapleiïta, neptunita, epididimita, elpidita, cordilita, fluorita, rodocrosita, polilitionita, aegirina, microclina, albita, ewaldita, belovita-(Ce), nenadkevichita, ancilita-(Ce), kukharenkoïta-(Ce), mckelveyita-(Y), burbankita, calcita, barita o ortoclasa. Va ser descoberta a la pegmatita de Narsaarsuk, a l'altiplà de Narsaarsuk, a Igaliku (Narsaq, Kujalleq, Groenlàndia). Se n'ha trobat en més dos-cents jaciments arreu del món. Als territoris de parla catalana se n'ha trobat sinquisita-(Ce) a Llavorsí (Pallars Sobirà, Lleida), i a la Sèrra de Horno, una serra situada al municipi de Vielha e Mijaran (Vall d'Aran).